# Medalja Ivana VIII. Paleologa
Medalja Ivana VIII. Paleologa je portretna medalja italijanskega renesančnega umetnika Pisanella. Na splošno velja za prvo portretno medaljo renesanse. Na sprednji strani medalje je profilni portret predzadnjega bizantinskega cesarja  Ivana VIII. Paleologa, na hrbtni strani je podoba cesarja na konju pred obcestnim križem. Čeprav datum dela ni jasen, je verjetno nastala med letoma 1438 in 1439, ko je bil Ivan v Italiji na obisku v Ferrari (kasneje se je preselil v Firence). Ni znano, ali je cesar sam ali njegovi italijanski gostitelji Pisanellu naročili izdelavo medalje, vendar je bil Leonello d’Este, dedič markizata iz Ferrare, predlagan kot najverjetnejši kandidat. Z medaljo je tesno povezanih več Pisanelovih risb, med katerimi so tudi skice, ki so zdaj v Parizu in Čikagu.
Njen vpliv na umetnost je bil pomemben: presegel je tudi numizmatiko in množenje izjemnih renesančnih medalj, in vplivala tudi na kiparstvo in slikarstvo. Renesančni umetniki so nato Pisanelov portret Ivana VIII. skoraj kot model predstavljali eksotične ali starinske figure. To je razvidno iz dela Piera della Francesca, ki je uporabil Ivanovo podobo v freski Bičanje Kristusa in Arezzu.

## Opis
Obstajajo številni primeri Pisanellove medalje Ivana; večinoma gre za bronaste ali svinčene odlitke. Renesančne medalje so pogosto izdelovali iz različnih kovin, včasih z nekaj zlatimi ali srebrnimi. Primer brona v Britanskem muzeju meri v premeru 10,3 centimetra. Na sprednji strani je upodobljen doprsni kip cesarja, ki gleda v desno. Njegovi lasje visijo v kodrastih zvitkih, ima brke in koničasto brado. Cesarjev hrbet je ukrivljen, kar daje znak rahlega nagiba. Oblečen je v majico z visokim ovratnikom in odprto jakno, na obeh oblačilih pa sta zaznavna gumba. Najbolj presenetljiv vidik portreta je cesarjev klobuk: to veliko pokrivalo zavzema približno polovico slikovnega prostora aversa. Klobuk ima ostro konico, njegova krona je visoka, kupolasta in navpično rebrasta. Ekstravagantni klobuki so bili značilni za bizantinsko uradništvo, veliko pa jih je narisal Pisanello. Na vrhu klobuka je dragulj, ki vdira v prostor grškega napisa, ki obkroža portret. Napis se glasi: ωάννης Βασιλεύς καί Αὑτοκρἀτωρ Ῥωμαἰων ό Παλαιολόγός ('Janez, rimski cesar in avtokrat Palaeolog'). Ta slog klobuka je podoben tistemu, ki so ga v zgodnejšem evropskem slikarstvu pogosto uporabljali za Mongole.
V nasprotju z nekaterimi drugimi Pisanellovimi portretnimi medaljami, na primer Leonello d'Este, [9] hrbet Ivanove medalje ne predstavlja ikonografskih ali alegoričnih skrivnosti. Prikazuje cesarja na konju, v profilu na desno. Za njim, na drugem konju, je paž ali oproda, gledan od zadaj in vnaprej skrajšan. Cesar nosi svoj prepoznaven klobuk, na levi strani pa ima lok, nad desno nogo pa tulca puščic. Vidne so dvojne vajeti cesarjevega konja in oba konja imata čez zadnji del dodelane pasove. Na sliki je prikazan zastoj lovske odprave, ki je bila posledica Ivanovega srečanja s križem na podstavku. Gesta cesarjeve dvignjene desnice kaže na njegovo počastitev križa pred njim v pobožnosti. Dogodek se dogaja v skalnati pokrajini, v spodnjem delu pa ga uokvirja grški napis:Ἕργον του Πισἀνου Ζωγρἀφου ('Delo slikarja Pisana'). Ta napis se ponovi v latinici na vrhu scene: OPVS • PISANI • PICTORIS.

## Zgodovinski kontekst

### Koncil v Ferrari
Pisanellova medalja je nastala kot odgovor na Ivanov obisk v Italiji. Papež Evgenij IV. je cesarja povabil v Ferraro, da bi obravnaval vprašanje poenotenja latinske in grške cerkve. Ena glavnih Ivanovih motivov za združitev je bila, da si je od zahodne sile zagotovil pomoč, ker so Turki nenehno ogrožali njegovo razpadajoče cesarstvo. Cesar je prispel v Benetke februarja 1438, kjer ga je pričakal Niccolò III. d'Este, markiz Ferrarski. Niccolò je s sinovoma Leonellom in Borsom spremljal cesarja, ko so se 4. marca peljali v Ferraro. Po prvi veličastni otvoritveni javni seji 9. aprila 1438 je bil koncil večkrat prestavljen do 8. oktobra, da bi lahko prišli številni predstavniki evropskih vladarjev.
V tem dolgem obdobju čakanja na predstavnike se je cesar preselil izven Ferrare zaradi izbruha kuge v mestu. Zamotil se je z lovom: njegovo navdušenje nad športom je bilo takšno, da je bil Niccolò dvakrat prisiljen cesarja neuspešno zastopati in zahtevati, naj omeji svoje lovske dejavnosti zaradi škode za lokalno divjad in okoliške posesti. Ivana je kritiziral tudi sodobni grški kronist Siropulos (ki je bil patriarh Sofronije I. Konstantinoplski, včasih mladi klerik), ker je »ves čas lovil, ne da bi se najmanj obremenjeval s cerkvenimi zadevami«.
Da bi spodbudil Ivanovo udeležbo na koncilu, je papež ponudil plačilo stroškov grške delegacije. Evgeniju je bilo to ponudbo izredno težko spoštovati, zlasti ker je bilo Ivanovega spremstva okoli sedemsto. Januarja 1439 se je koncil na povabilo Cosima de' Medici, pri katerem je bil papež močno zadolžen, preselil v Firence. V Firencah so bile razrešene sporne teološke točke, zlasti Filioque (Nicejsko-carigrajska veroizpoved), ki je pomembno prispevala k velikemu razkolu. Odlok o uniji je bil podpisan v Firencah julija 1439. Ko sta se Ivan in njegova delegacija vrnila v Konstantinopel, sta ga duhovščina in laično prebivalstvo odločno zavrnili in ni nikoli začel veljati.
Čeprav natančen datum Pisanellove medalje ni znan, večina pisscev meni, da je bolj verjetno, da je bila narejena v Ferrari in ne v Firencah. Eden od razlogov za to je obstoj pisma z dne 12. maja 1439, v katerem se Pisanellu obljublja plačilo cerkve v Mantovi blizu Ferrare.

## Risbe
S Pisanellovo medaljo so povezane nekatere pomembne risbe in skice. Ena je visoko dodelana risba s sedlom in hrbtom osedlanega in vpreženega konja (Louvre, Vallardi, 2468, fol. 277). Konj od zadaj je očitno isti konj kot cesarjevega oprode na hrbtni strani medalje. Konj je zelo verjetno prišel iz bizantinskega hleva zaradi svojih rezanih nosnic. V nekaterih orientalskih deželah so verjeli, da jim rezane nozdrvi omogočajo lažje dihanje pod naporom. Podobno trpinčen konj je upodobljen v središču pariškega lista skic Ivana in članov njegove družine.
Ivanove skice na listih v Parizu in Čikagu so edine Pisanellove risbe, ki jih je mogoče varno datirati in so trdni dokazi o njegovi prisotnosti v Ferrari. Figura na konju v rektu pariškega lista (Louvre MI 1062) je nedvomno cesar zaradi italijanskega napisa nad likom, katerega del se glasi: »Cesarjev klobuk mora biti zgoraj bel, spodaj pa rdeč, profil črn naokoli. Dublet zelenega damasta in plašč zgornje škrlatne barve. Črna brada na bledem obrazu, laseh in obrvi«  Pisanellovi sklici na barve na tem listu kažejo, da je umetnik slikal cesarja.
Znanstveniki se med seboj razlikujejo glede okoliščin izdelave listov v Parizu in Čikagu ter njihovega prikaza. Trdili so, da je Pisanello risal na odprtju prvega dogmatskega zasedanja 8. oktobra 1438, ko je cesar v značilnem vztrajanju na punctilio zahteval, da mu je dovoljeno, da nadaljuje na konju do svojega prestola v svetniški dvorani. Medtem ko je cesar s spremstvom zunaj čakal na to nemogoče zahtevo, je Pisanello imel priložnost risati cesarja in člane njegove delegacije, vključno z Jožefom II. V nasprotju s tem stališčem pa je argument, da je vsaka figura (razen stoječe figure v središču rektorata Čikaga) risba cesarja. To stališče trdi, da pariški in čikaški listi kažejo zgodnji poskus Pisanella, da oblikuje sestavo medalje s skiciranjem cesarja v različnih pozah, ki nosi različne kape in oblačila.

## Vplivi na oblikovanje Pisanellove medalje

### Humanizem in antični Rim
Verjetno so bile Pisanellove portretne medalje odlite z namenom, da oživijo obliko starodavnih kovancev. Ivanova medalja se trdno nahaja v obdobju, ko je bil dvor v Ferrari priča stopnjevanju ocene klasičnega učenja. Niccolò III d’Este je bil prvi gospodar Ferrare, ki ga je izobraževal renesančni humanist in leta 1429 je povabil humanističnega učenjaka Guarina da Verono, da je učil njegovega sina Leonella. Leonello je gojil močno občudovanje pisateljev, kot je Cicero. Med svojo vladavino v štiridesetih letih se je odločil revitalizirati ferrarski Studium, tako da je tam zaposlil več humanističnih učenjakov. Del tega spoštovanja je povzročil preučevanje starodavnih kovancev: to so bili najtrajnejši in najbogatejši predmeti iz antike, sam Leonello pa je bil navdušen numizmatik. Pisanellov osebni interes za rimske kovance je jasno razviden iz njegovih risb le-teh, njegov uspešen razvoj portretne medalje kot kiparskega medija pa lahko delno razložimo tudi s podobnostjo s kovanci. Medalja je vzbudila močno povezavo z antiko, zaradi česar je bila zelo privlačna za pokrovitelje.
Domneva se, da je Leon Battista Alberti morda igral pomembno vlogo pri Pisanellovi zasnovi Ivanove medalje. Alberti se je koncila v Ferrari udeležil kot član papeške kurije in bi zato lahko naletel na Pisanella. Med letoma 1430–35 je Alberti odlil bronasto avtoportretno ploščo v slogu, na katerega so očitno vplivali rimski cesarski portreti. Albertijeva plošča je bila prvi etiketni avtoportret umetnika.

### Franko-burgundska kultura
V severnoitalijanskih mestih državah, kot je Ferrara, je bila literarna kultura visoke družbe v začetku 15. stoletja bolj francoska kot italijanska , zato je bila na teh območjih močna viteška kultura. Pisanellova medalja odraža to kulturo v upodobitvi Ivana kot lovca. Lov je v Italiji veljal za plemenito dejavnost in je bil osrednja sestavina srednjeveške romantične literature. Francosko-burgundska umetnost je zlasti slavila lov in nekatere Pisanellove podobe živali naj bi izhajale iz miniatur iz kanonične različice Livre de Chasse Gastona Phoebusa.
Hrbtna stran medalje je v mnogih pogledih podobna Pisanellovi Viziji sv. Evstahija. Na tej sliki je tudi prikazan lovec na konju, ki ga je ustavil pogled na križ in vsebuje živali, za katere se zdi, da izhajajo iz iluminacij v francoskih lovskih spisih.
Podobnost med Ivanom in sv. Evstahijem v Pisanellovih upodobitvah bi lahko pomenila umetnikov poskus, da Ivana predstavi kot modernega sv. Evstahija. 

### Medalje Konstantina in Heraklija
Dva pomembna prototipa za Pisanellovo portretno medaljo sta bili kopiji medalj cesarjev Konstantina in Heraklija. Verjame se, da je Jean, vojvoda Berryjski, naročil, da se medalje kopirajo iz izvirnikov, ki so bili zdaj izgubljeni v obdobju 1402–1413. Prvotno Konstantinovo medaljo je vojvoda kupil od florentinskega trgovca leta 1402, ki medalje tesno povezuje z obiskom Ivanovega očeta Manuela II. Paleologa v Parizu od leta 1400 do 1402. Heraklijevo medaljo je verjetno dobil istočasno. Jeanovo pridobivanje medalj bi lahko bilo mišljeno kot darilo za bizantinskega cesarja kot odgovor na skupino relikvij, ki jih je Jean prejel od Manuela. Politični kontekst, v katerem so kupovali medalje Jeana de Berryja, je bil torej podoben tistemu, v katerem je Pisanello oddal Ivanovo medaljo: Manuel I. je, tako kot njegov sin po njem, tudi obiskal zahod, da bi zagotovil zaščito Konstantinopla pred Osmani. Kontekst njihovega nakupa in pomanjkanje kakršnega koli numizmatičnega precedensa za medalje kažeta, da je izvirnikom morda bila vzor vzorec bizantinskega enkolpiona (grško ἐγκόλπιον, enkólpion - medaljon z ikono v sredini): to so bili sveti predmeti »obešeni okoli vratu in obdarjeni z duhovno učinkovitostjo«.
Medalji Konstantina in Heraklija sta na veliko krožili po Italiji, Heraklijeva medalja pa je bila zabeležena v popisu zakladov Niccolòja d’Este leta 1432. Pisanellova seznanjenost z obema medaljama se zdi nedvomna zaradi podobnosti po velikosti in oblikovanju z medaljo Ivana VIII. Zdi se, da je Pisanello združil različne elemente obeh medalj, da je ustvaril en sam kos. Lice Konstantinove medalje je na primer konjeniški portret, Heraklijeva medalja pa profilni portret. Tako kot Pisanellova medalja, tudi Heraklijeva medalja na sprednji strani prikazuje služabnika in vsebuje besedilo v grščini in latinščini. Oba cesarja sta bila povezana s pravim križem, ki je upodobljen na njunih aversih. Lastništvo relikvije Pravi križ je bilo nekaj, na kar je bila rodbina Paleolog zelo ponosna, zaradi česar je Pisanello lahko uporabil te zelo primerne vzorce. Ni znano ali je Pisanello verjel, da medalje prihajajo iz antike ali pa se je zavedal njihovega novejšega francoskega porekla. Vsekakor je verjetno, da je opazil njuno podobnost sloga s podobo francoskih iluminiranih rokopisov in je zato upal, da bo s svojo medaljo izkoristil njihove povezave s kulturo viteštva in ne z antiko. Drzna, a izpopolnjena tehnika in slog Pisanellove medalje se kljub temu očitno razlikujeta od bolj odkrito zapletenih medalj Konstantina in Heraklija.

## Vpliv na umetnost
Uspeh Pisanellove medalje je razviden iz pretoka naročil, ki jih je umetnik prejel od pokroviteljev, med katerimi sta bili Filippo Maria Visconti in Francesco I. Sforza. Sprožilo je oblikovanje nove umetniške oblike, v kateri je Pisanello postavil najvišje standarde, ki so jih kasneje medaljisti težko izenačili.
Uspeh medalje je razviden tudi iz števila renesančnih kiparjev, iluminatorjev in slikarjev, ki so Pisanellov portret Ivana uporabili skoraj kot zalogo za figure iz oddaljenih dežel ali časov. Piero della Francesca je v tem pogledu morda najslavnejši umetnik. V svoji freski Konstantina, ki je svoje čete vodil v boj pri Milvijskem mostu v seriji fresk Zgodovina Pravega križa v Arezzu, je Konstantinov portret in pokrivalo jasno oblikovan po Pisanellovi medalji. Piero je uporabil Pisanellov portret Ivana tudi, da je prikazal Poncija Pilata na sliki Bičanje Kristusa.
Med pomembnejšimi umetniki, ki so bili neposredno ali posredno seznanjeni s Pisanellovo podobo Ivana, sta Filarete, čigar bronasta vrata za cerkev sv. Petra v Rimu iz leta 1445 prikazujejo pot Ivana domov iz Firenškega koncila in Gozzoli, ki je Ivanovo podobo uporabil kot model za enega od čarovnikov v njegovi kapeli Treh kraljev. Ivanov profil je jasno razviden tudi iz Carpacciove knjige sv. Štefan je posvečeni diakon iz leta 1511.